# Rhyacophila wangpo
Rhyacophila wangpo är en nattsländeart som beskrevs av Schmid 1970. Rhyacophila wangpo ingår i släktet Rhyacophila och familjen rovnattsländor. Inga underarter finns listade i Catalogue of Life.